# Портрет Осипа Францевича Долона
«Портрет Осипа Францевича Долона» — картина Джорджа Доу и его мастерской из Военной галереи Зимнего дворца.
Картина представляет собой погрудный портрет генерал-майора графа Осипа Францевича Долона из состава Военной галереи Зимнего дворца.
С начала Отечественной войны 1812 года подполковник Долон командовал Изюмским гусарским полком, за отличие в сражении на Валутиной горе был произведён в полковники, в Бородинском сражении был ранен. В Заграничных походах 1813—1814 годов отличился при взятии Берлина и под Торгау, за сражение при Сен-Дизье был произведён в генерал-майоры. Во время кампании Ста дней был военным комендантом Нанси.
Изображён в генеральском вицмундире, введённом 6 апреля 1814 года. На шее крест ордена Св. Анны 2-й степени с алмазами; по борту мундира крест прусского ордена Пур ле мерит; справа на груди крест ордена Св. Георгия 4-го класса, серебряная медаль «В память Отечественной войны 1812 года» на Андреевской ленте, кресты ордена Св. Владимира 4-й степени, французского ордена Св. Людовика и шведского Военного ордена Меча 4-й степени. Шведский орден Меча изображён с ошибкой: на картине крест ориентирован вертикально, а должен быть диагонально. Подпись на раме: Графъ О. Ф. Долонъ, Генералъ Маiоръ.
7 августа 1820 года Комитетом Главного штаба по аттестации граф Долон был включён в список «генералов, заслуживающих быть написанными в галерею» и 28 февраля 1823 года император Александр I приказал написать его портрет. Однако к этому времени Долон уже два года как умер. В архиве Инспекторского департамента Военного министерства имеется письмо от 23 июля 1823 года от почётного смотрителя Кременчугского училища отставного поручика Остроградского, в котором говорится: «при сём имея честь препроводить в оный департамент портрет умершего родственника моего генерал-майора графа Осипа Францевича Долона, бывшего бригадным начальником Бугской уланской дивизии, покорнейше прошу оный департамент по снятии с посылаемого портрета копии, обратить оную в город Кременчуг на имя моё». Гонорар Доу был выплачен 27 ноября 1827 года и 15 января 1828 года. Готовый портрет был принят в Эрмитаж 21 января 1828 года. Поскольку предыдущая сдача готовых портретов в Эрмитаж состоялась 8 июля 1827 года, то галерейный портрет Долона можно считать исполненным между этими датами. Современное местонахождение портрета-прототипа неизвестно.
В мастерской Карла Края по рисунку И. А. Клюквина с портрета была сделана литография, датированная 1848 годом и опубликованная в книге «Император Александр I и его сподвижники» и впоследствии неоднократно репродуцированная.